# 육군대학교 (일본)

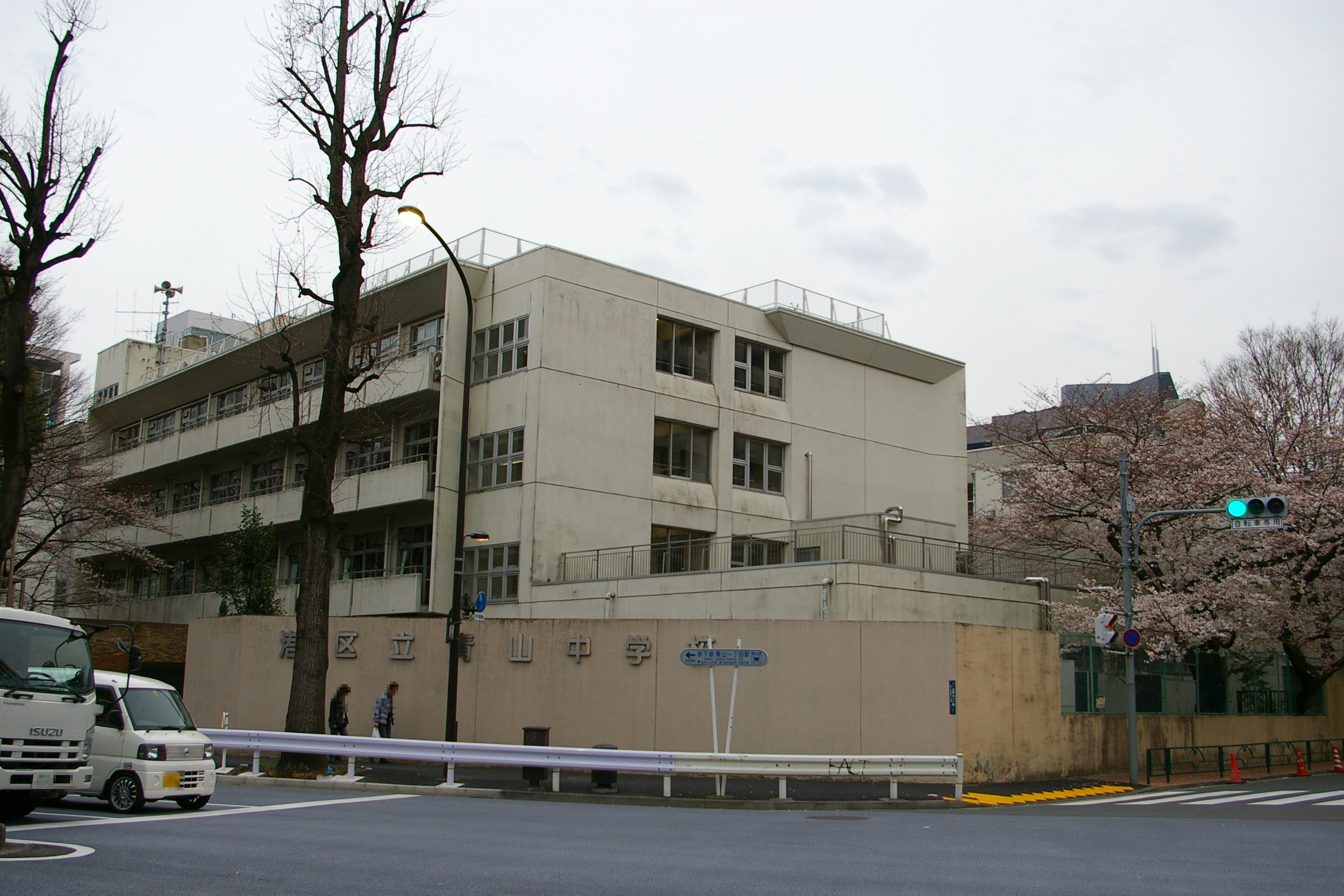
육군대학교 부지(현재 아오야마 중학교)

육군대학교(일본어: 陸軍大学校)는 일본제국 육군의 참모 장교 양성 기관이다. 일본제국 해군에도 이와 동일한 해군대학교가 있었다. 현재 육상자위대의 지휘막료과정에 상당하다. 명칭이 대학교이지만 군인만이 입학 자격을 가지는 간부 양성 교육 기관이다.

## 연보
- 1882년(메이지 15년), 육군대학교조례에 의해 참모 양성을 목적으로 설치
- 1883년(메이지 16년) 4월, 도쿄 미야케자카(三宅坂)로 이전한 참모본부의 철거지에 개설
- 1885년(메이지 18년), 독일인 멕켈이 육군대학교 교관으로 착임
- 1891년(메이지 24년), 현재 도쿄도 미나토구 기타아오야마(현재 미나토 구립 아오야마 중학교)로 이전
- 1923년(다이쇼 12년), 전공과를 설치(1932년 폐지)
- 1933년(쇼와 8년), 연구부와 전과를 설치
- 1945년(쇼와 20년) 4월, 고후(甲府)로 소개
- 1945년(쇼와 20년) 8월, 종전에 수반하여 폐지

## 개관
육군대학교는 1883년부터 1945년까지 현재 도쿄도 미나토구 기타아오야마에 위치하였고, 참모 장교의 육성과 군사 연구 등을 주된 임무로 하였다. 64년 동안에 3,485명의 졸업생을 배출하였다. 약칭은 ‘육대’(陸大)이다. 육군사관학교 졸업자로 부대 근무 2년 이상, 30세 미만의 대위·중위에게만 입학이 허용되었다. 개교 초기에는 육군사관학교 졸업생이 아닌 자가 2명이 있었지만 육군대학교 제3기 이후에는 전원이 사관학교 졸업생이다. 교육 기간은 통상 보병·기병이 3년, 포병·공병은 2년이었다. 육군 내의 모든 학교가 교육총감부의 관할 아래에 있었지만 육군대학교는 참모본부 직할의 교육 기관으로 졸업생의 인사도 참모본부가 행하였다.
일본제국 육군은 창설 이래 프랑스식 군제를 채택하지만 메이지 초에 가쓰라 다로(桂太郎), 야마가타 아리토모(山県有朋) 등 조슈벌의 주도로 독일식 군제로 개혁이 실시되었다. 참모 장교의 양성을 목적으로 한 교육 기관인 육군대학교는 1882년(메이지 15년)에 육군대학교 조례가 제정되어 창설되지만 교관은 프랑스인 사관이 맡았다. 1884년(메이지 17년)에 독일제국의 육군대학교(Preuische Kriegsakademie)를 모델로 하여 참모본부장 야마가타와 육군경 오야마 이와오(大山巌)에 의해서 독일인 교관의 초빙이 결정되었다.
1885년(메이지 18년)에 일본 측의 요청으로 독일 육군대신 파울 브론자르트 폰 셸렌도르프(Paul Bronsart von Schellendorff)와 참모본부장 헬무트 폰 몰트케(Helmuth Karl Bernhard von Moltke)가 인선을 하여 몰트케의 제자인 클레멘스 빌헬름 야콥 멕켈(Klemens Wilhelm Jacob Meckel) 참모 소령이 파견되었다. 멕켈은 같은 해 일본에 도착하여 교관으로 임명되었고, 그때까지 도상 연습(圖上演習)과 더불어 참모 업무의 실습과 전술 교육을 중시하였으며, 3년차에는 참모 연습 여행을 실시하였다. 멕켈은 1888년(메이지 21년)에 퇴임하지만 멕켈의 교육 내용은 실전면에서 높게 평가되어 이후에도 육군대학교에서 지속되었다.

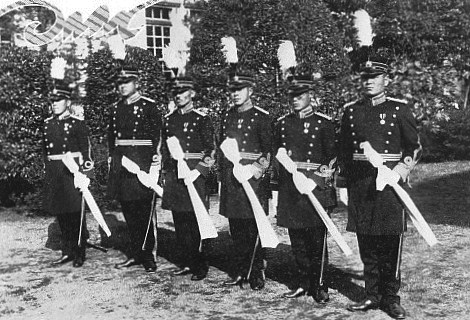
군도를 하사받은 육대 졸업생

육군대학교의 졸업생에게는 국화와 별을 본뜬 졸업생 휘장이 수여되었다. 휘장은 에도 막부 말기의 화폐인 텐포츠호(天保通宝)를 닮아 졸업생을 ‘텐포센구미’(天保銭組)라고 불렀으며 선망의 대상이 되었다. 성적 상위 6명은 일본 천황으로부터 은사의 군도를 하사 받았으며 ‘군토구미’(軍刀組)라고 불렸다. 상위 12 ~ 3명은 외국 유학 등을 인정받았다. 수석 졸업자는 천황 앞에서 연구 발표를 행하는 것이 관례였다. 졸업생은 보직이나 승진에 있어서 우대되어 쇼와 시대에는 육군대학교 졸업생이 육군의 주요 보직을 독점하였기 때문에 육군대학교 입교 시험은 실질적으로 육군 고급 장교의 선발 시험과 같은 의미를 가지게 되었다. 그러나 석차의 순서에 구애 받지 않고 육군대학교를 졸업하지 않은 장교를 텐포센구미가 아니다는 의미로 ‘무텐’(無天)이라고 업신여기는 등의 대립과 폐해가 표면화되어서 1936년(쇼와 11년)에 육군대학교 졸업 휘장의 군복 패용이 금지되었다. 해군대학교에 비하여 정원의 변동이 없었기 때문에 입학을 희망하는 장교의 수가 압도적으로 많은 육군대학교 입시는 해군대학교와 비교하여 어려운 시험으로 여겨졌다.
육군대학교의 입학 시험을 치르기 위해서는 직속 상관인 연대장(공병과 병참병은 대대장)의 허가가 필요하였다. 다만 병참병은 기병으로서 육군대학교 수험을 치렀다. 시험은 초심과 재심으로 나뉘어 초심은 어학, 수학, 역사 등의 일반 교양 과목과 전범령이나 교범 등에서 출제되어 입학 정원의 2 ~ 3배 정도로 좁혀졌다. 재심은 육군대학교에서 5명 정도의 시험관을 앞에 두고 구두 시험의 형태로 이루어졌으며 전술이나 교범 등에서 출제되었다.
야마가타 아리토모의 사후에 도조 히데키(東條英機)나 오바타 도시로(小畑敏四郎) 등 육군 개혁의 밀약을 맹세한 육군사관학교 16기생이 육군대학교 교관이 되면서 야마구치현 출신자는 육군대학교에 입교할 수 없게 되었고, 그 기간은 10년 이상 지속되었다. 육군대학교를 졸업하지 않으면 절대로 육군성, 참모본부, 교육총감부의 요직에 임명되지 못하였고, 학력을 이용한 조슈벌 배제가 성공하였다. 육군사관학교를 졸업하지 않은 간부후보생 출신의 예비 장교나 소위후보자 출신의 장교에게도 수험 자격은 있어서 초심을 통과한 사람은 있었지만 재심을 통과한 사람은 한 명도 없았다.
일본 황족이나 왕공족의 경우에 별도 기준으로 사실상 무시험과 같은 형식적인 입학 시험으로 입학하였다. 이와 같은 입시 형태가 육군유년학교에서는 황족과 왕공족 이외에도 화족과 일부 사족에게 허용되었지만 육군대학교에서는 황족과 왕공족에게만 한정되었다. 입학 후 황족의 경우에는 성적이 공표되지 않았지만 진급, 졸업, 해외 유학 등은 일반적인 졸업생들과 동일하였다.

## 한국인 졸업생 명단
| 기수 | 입학             | 졸업             | 이름   | 최종 계급       | 주요 경력    | 비고                      |
| ---- | ---------------- | ---------------- | ------ | --------------- | ------------ | ------------------------- |
| 35기 | 1920년 12월 7일  | 1923년 11월 29일 | 이은   | 중장            | 영친왕, 왕족 |                           |
| 35기 | 1920년 12월 7일  | 1923년 11월 29일 | 홍사익 | 중장            |              | 연합군 전범재판에서 사형  |
| 51기 | 1936년 12월 14일 | 1938년 12월 8일  | 이건   | 중좌            | 공족         |                           |
| 54기 | 1938년 12월 27일 | 1941년 7월 31일  | 이우   | 중좌(대좌 추서) | 공족         | 히로시마 원폭에 피폭 사망 |

## 같이 보기
- 일본제국 육군
- 일본 육군사관학교